# 広島地方海難審判所
広島地方海難審判所（ひろしまちほうかいなんしんぱんしょ）は、海難審判法に基づき設置されている国土交通省所管の特別の機関である海難審判所の内、東京の海難審判所で取り扱う「重大な海難」以外の管轄区域において発生した海難について審判を実施する地方海難審判所の一つ。

## 沿革
- 1954年11月1日 - 広島市に神戸地方海難審判庁広島支部を設置。
- 1960年4月1日 - 支部より昇格し、広島地方海難審判庁となる。
- 2008年10月1日 - 海難審判庁の廃止に伴い広島地方海難審判所に改称。

## 管轄区域
- 日本海の鳥取県・島根県沿岸（隠岐諸島・竹島を含む）
- 瀬戸内海の岡山県・広島県・香川県・愛媛県及び山口県周南市以東の沿岸、豊予海峡の愛媛県側

## 所在地
- 734-0011 広島市南区宇品海岸3-10-7 広島港湾合同庁舎4階